# زیستن (آلبوم)
«زیستن» (به اسپانیایی: Vivir) آلبومی از هنرمند اهل اسپانیا انریکه ایگلسیاس است که در ۲۸ ژانویه ۱۹۹۷ منتشر شد.